# Syndiamesa mira
Syndiamesa mira är en tvåvingeart som först beskrevs av Makarchenko 1980.  Syndiamesa mira ingår i släktet Syndiamesa och familjen fjädermyggor. Inga underarter finns listade i Catalogue of Life.